# Les Visions de la nuit dans les campagnes

Les Visions de la nuit dans les campagnes est un court essai de l'écrivaine française George Sand paru dans la revue L'Illustration en décembre 1851, puis en volume avec son roman La Dernière Aldini chez Michel Lévy frères en 1857. Cet essai aborde la question des apparitions surnaturelles et des hallucinations ainsi que plusieurs problèmes concernant le folklore rural, notamment celui de la région du Berry.

## Histoire éditoriale
Les Visions de la nuit dans les campagnes paraît pour la première fois sous la forme d'un article dans le numéro 459 de la revue L'Illustration en décembre 1851. Il connaît ensuite une parution en volume, regroupé après le roman La Dernière Aldini dans une réédition à Paris chez Michel Lévy frères en 1857.

## Résumé
George Sand aborde pour commencer la question de la croyance au surnaturel et des apparitions. Bien que n'y croyant pas elle-même, elle dit ne pas mépriser les gens qui ont eu des visions nocturnes. Elle souligne le fait que les paysans ou les gens peu instruits ne sont pas les seuls à subir ce genre de visions, mais que des gens savants peuvent aussi y être exposés. Elle cherche une explication au phénomène des apparitions, en se reportant aux travaux d'Alexandre Brierre de Boismont, et insiste sur le fait que la vie à la campagne prédispose aux apparitions nocturnes et aux croyances. Elle croit à la réalité physique du phénomène de l'apparition au sens où quelque chose se produit bel et bien dans le cerveau, sans nécessairement être le symptôme d'un désordre mental sérieux, et sans déstabiliser la santé mentale de la personne qui subit l'hallucination. 
Sand s'intéresse ensuite à l'exemple de la croyance aux meneurs de loups, des paysans dotés d'un don de communication avec les loups et qui ont été vus par toutes sortes de catégories de personnes en train de mener toujours plus d'une dizaine de loups et de leur parler. Sand propose une explication rationnelle à la légende. Elle s'étend sur le goût des paysans pour le « secret », au sens de maîtrise d'un savoir semi-magique dans un domaine très spécialisé (faire prospérer tels animaux, guérir telle maladie, etc.). Elle évoque ensuite la croyance à la chasse fantastique, qui est appelée dans le Berry la « chasse à baudet » et émet un bruit semblable à celui de nombreux ânes qui braient : c'est un phénomène ou hallucination acoustique et non visuelle. Elle mentionne plusieurs croyances en des animaux fantastiques qui garderaient des trésors dans des ruines : le taureau blanc, le veau d'or, le dragon, l'oie, la poule noire, la truie blanche. Elle mentionne un conte de Jules Canougo au sujet de la chèvre d'or dans un recueil de contes méridionaux. Sand aborde alors la légende de la grand'bête qui se promène la nuit et effraie les troupeaux dans les métairies. Sand a eu affaire à trop de témoignages de gens honnêtes pour ne pas croire qu'il y a quelque chose, mais cherche une explication, tout comme au comportement des chiens qui crient et fuient la bête. Sand note le caractère contagieux de l'hallucination, qui affecte toute une localité puis une autre.
Sand relate ensuite la croyance aux lavandières de nuit qui battraient le linge dans les campagnes dans les ténèbres, attireraient pluie et orage et s'en prendraient à qui les observe. Sand attribue le bruit du battoir à une grosse grenouille. Elle rapporte les témoignages d'un de ses amis qui dit avoir vu les lavandières, une première fois au ravin d'Ormous et une seconde près des étangs de Thevet.
Sand donne ensuite plusieurs légendes liées à l'arbre appelé l'Orme Râteau, qui pousse près d'un chemin communal, sur une ancienne route dite le chemin des Anglais, non loin de la Châtre, entouré de quatre statues. L'une se rapporte à un jeune porcher du Moyen Âge qui laissa là son troupeau de porcs et sa binette en garde à la statue de saint Antoine dressée près de l'orme, et qui resta absent trois jours et trois nuits pour faire la guerre aux Anglais, avant de revenir pour retrouver son troupeau intact et au complet. Une autre légende concerne des enfants qui auraient enterré l'un des leurs sous la statue après un jeu à l'enjeu cruel. La légende principale concerne un monsieur bien habillé (à la mode de l'époque où on le voit) qui tourne autour de l'orme, depuis des siècles. 
En une digression comparatiste, Sand se réfère à l'ouvrage d'Amélie Bosquet La Normandie romanesque et merveilleuse (paru en 1845) sur les légendes locales de ce genre. Elle insiste sur l'intérêt culturel de ces croyances et sur l'importance de les recueillir par écrit, car elles sont perdues chez les milieux instruits et s'effacent chez les paysans eux-mêmes. Elle considère aussi les différences dans les relations entre légendes et littérature entre la France, où ces légendes sont souvent méprisées, et d'autres pays comme l'Allemagne et les pays slaves où elles sont utilisées. Seule la Bretagne lui semble avoir déjà trouvé de grands auteurs propres à mettre en valeur son imagination populaire avec les Barzaz Breiz de Théodore Hersart de La Villemarqué. Sand observe que dans le Berry la littérature orale semble déjà perdue, mais elle a retrouvé des airs de musique, quoique leurs paroles lui paraissent avoir perdu leur sens. 
Sand revient alors à son propos principal pour donner un autre exemple d'hallucination : les croyances touchant aux « meneurs de nuées », des esprits malveillants qui rôdent autour des mares et des étangs. Elle tente des explications rationnelles liées à la forte impression que produit la nature sur les paysans. Elle rapporte brièvement une légende liée à un animal sorcier aperçu par un métayer. Elle évoque ensuite les croyances d'autres animaux qui prennent l'apparence de personnes et se font porter par elles. Elle mentionne la cocadrille, animal fantastique dangereux (voyez à Cocatrix), puis le « follet, fadet ou farfadet », un esprit domestique bienveillant, mais qui est fou d'équitation et fatigue les chevaux ou leur noue le crin. Sand explique cela par un possible équivalent chevalin d'une maladie des cheveux connue chez l'homme, la plique (cf. Plique polonaise).
Sand digresse en saluant l'annonce par le ministère de l'Instruction publique de la publication d'un recueil de chants populaires de France, et insiste sur l'importance du soin à accorder au travail de collecte, qui devrait inclure des partitions des airs.
Elle revient à son sujet en évoquant les croyances liées à la nuit de Noël et à la figure du métayer fin, qui passe des accords avec le diable, lequel est surnommé Georgeon. Elle termine par la croyance sur le don de parole donné aux bêtes cette nuit-là.